# 長崎電気軌道200形電車
長崎電気軌道200形電車（ながさきでんききどう200がたでんしゃ）は、1950年（昭和25年）に登場した長崎電気軌道の路面電車車両である。
ここでは、200形以降に製造されほぼ同一形態の211形・300形と、本形式を改造して誕生した貨物電車（花電車）87形（2代目）についても記述する。

## 概要
1949年（昭和24年）、九州の市内電車では熊本市電と鹿児島市電に相次いでボギー車が登場した。当時、北部への路線延伸を控え、輸送力増強が急務となっていた長崎電気軌道でも、それまでの2軸単車と比較して輸送力に富むボギー車の導入を決定し1950年（昭和25年）に同社初のボギー車として200形10両（201・202形各5両）が登場した。以後、路線延伸に伴う輸送力増強を背景として、1954年（昭和29年）までにほぼ同一仕様の211形6両、300形10両が製造された。
製造メーカーや製造（導入）年により形式が分けられているが、各形式とも性能や車体寸法等は共通である。外観上は登場時こそ前照灯位置の違いなどに差異があったが、後年施されたワンマン化改造や、冷房化に伴う近代化改造を経てほぼ統一され、現在では形式ごとの違いを見分けるのは難しい。老朽化により運用を離脱する車両も出始めているが、依然として同社の主力形式である。
以下、200形、211形、300形各形式の概要について記述する。

### 200形（201・202形）
大橋 - 住吉間の延伸を控え、乗客の増加が見込まれたことから、1950年（昭和25年）に日立製作所笠戸工場で201形5両（201・203・205・207・209）、日本車輌製造で202形5両（202・204・206・208・210）の計10両が製造された。1両当たりの価格は265万円。
形式名は、長崎電気軌道初の「二軸」ボギー車であることから200番台となり、奇数号車は201形、偶数号車は202形と分類されている。電装品・制御装置は201・202形共三菱電機製で、性能や車体寸法も揃えられているが、ウィンドウ・シルや台車の形式や尾灯、車体細部の処理等が異なっていた。
車体は西鉄福岡市内線561形をモデルとした半鋼製車体で、D9Dの窓配置（Dは乗降扉、数字は窓の枚数を表す）や木製の二枚折戸を車体前後、左右対称に配置するなど561形のスタイルを模倣しているが、車体幅は長崎電気軌道の車両限界内に収まるよう狭められている。
制動装置は手ブレーキの他に長崎電軌の車両として初めて空気ブレーキを備えていた。なお、手ブレーキは1955年（昭和30年）に撤去されている。
集電装置は当初トロリーポール（シングルポール）であったが、1953年（昭和28年）にビューゲルへ交換された。
ワンマン化改造は、1969年（昭和44年）の202形210号を皮切りに順次施工され、1973年（昭和48年）までに全車が改造を終えている。改造ではバックミラー・放送機器の設置、乗降扉の自動化、前面窓ワイパー設置とそれに伴う前面窓の上段固定化、行先表示器と前照灯の移設、ビューゲルのZパンタグラフ取り換えが実施された。
冷房装置は1987年（昭和62年）に201形全車、翌年に202形全車への設置が完了した。改造では冷房装置の重量に車体が耐えられるよう、車体の補強と屋根の鉄板張り上げ化が実施され、その際に外観も大きく変化した。また、冷房設置と共に室内灯の蛍光灯等の近代化改装や、行先表示器の自動化・大型化、床下機器配置の300形との共通化（201形のみ）等も実施されている。

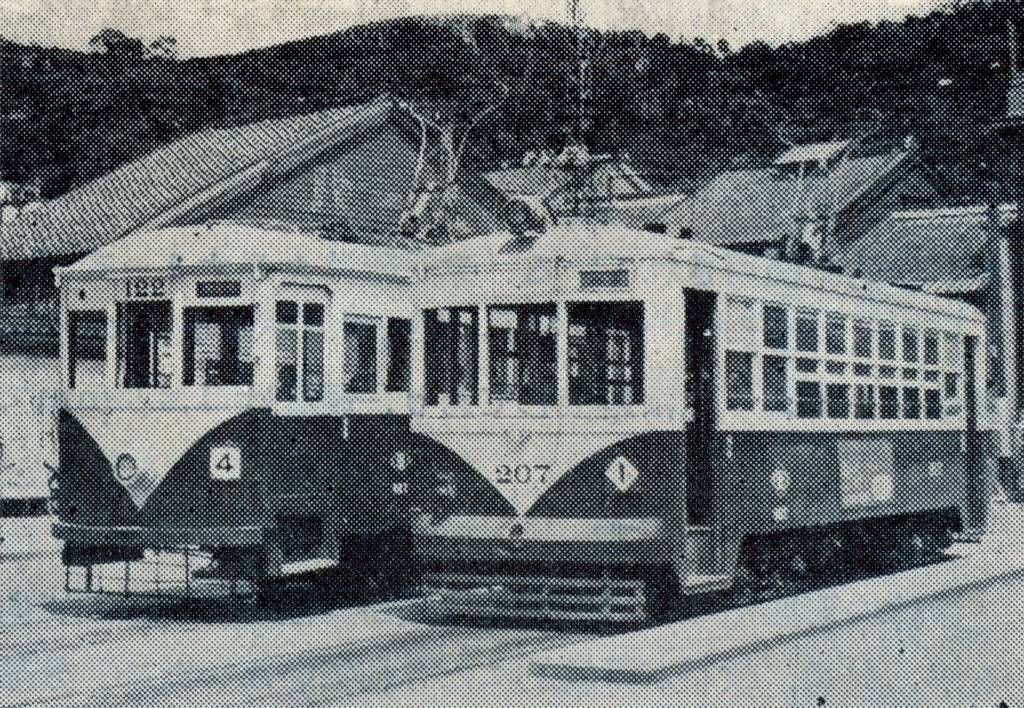
201形207号（写真右側、1954年頃）
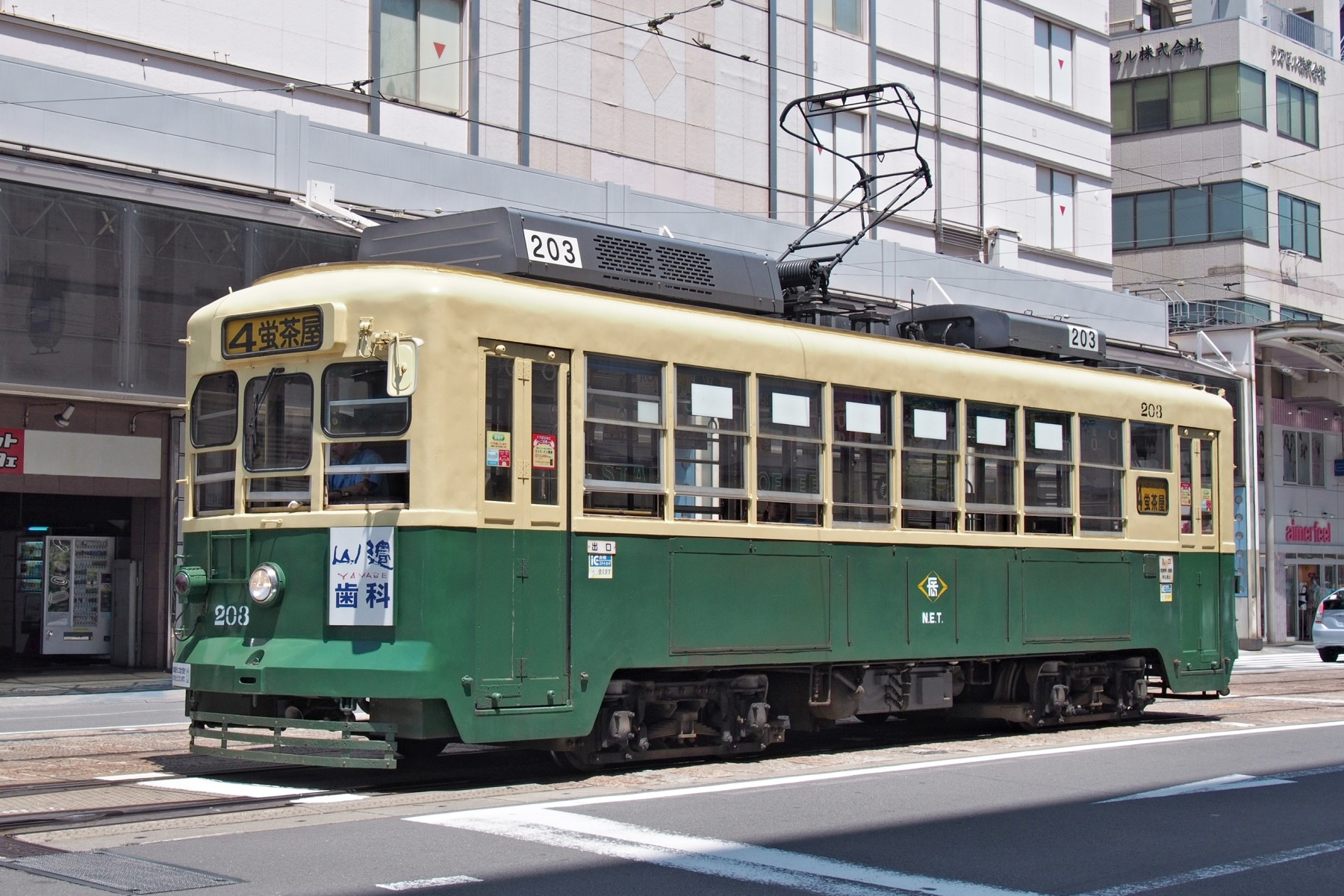
201形203号（冷房設置・近代化改装後）
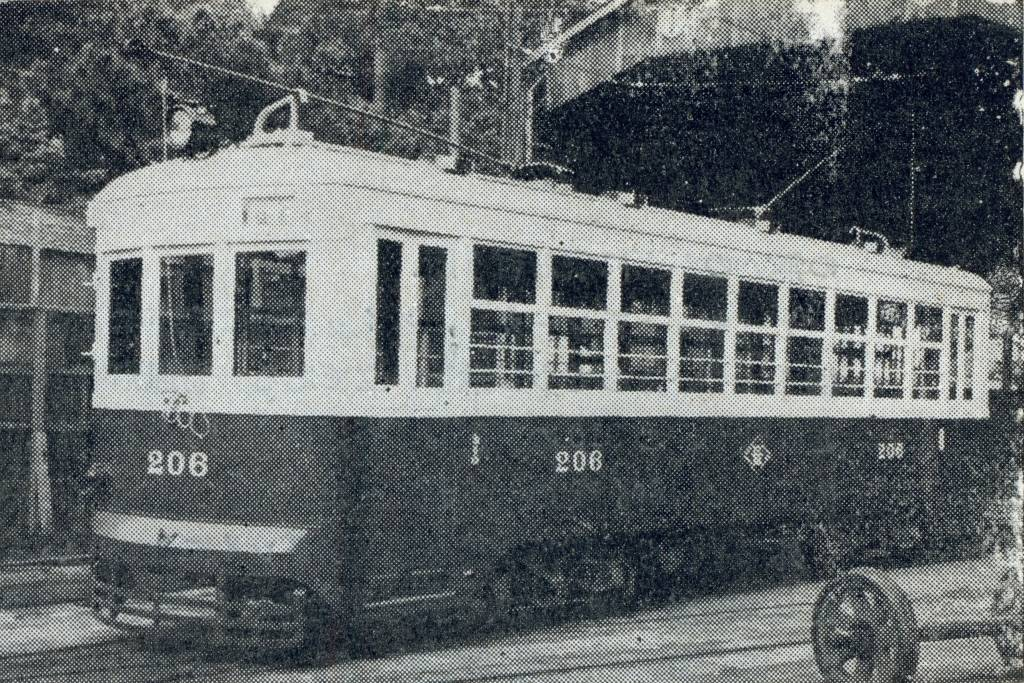
202形206号（1953年頃）
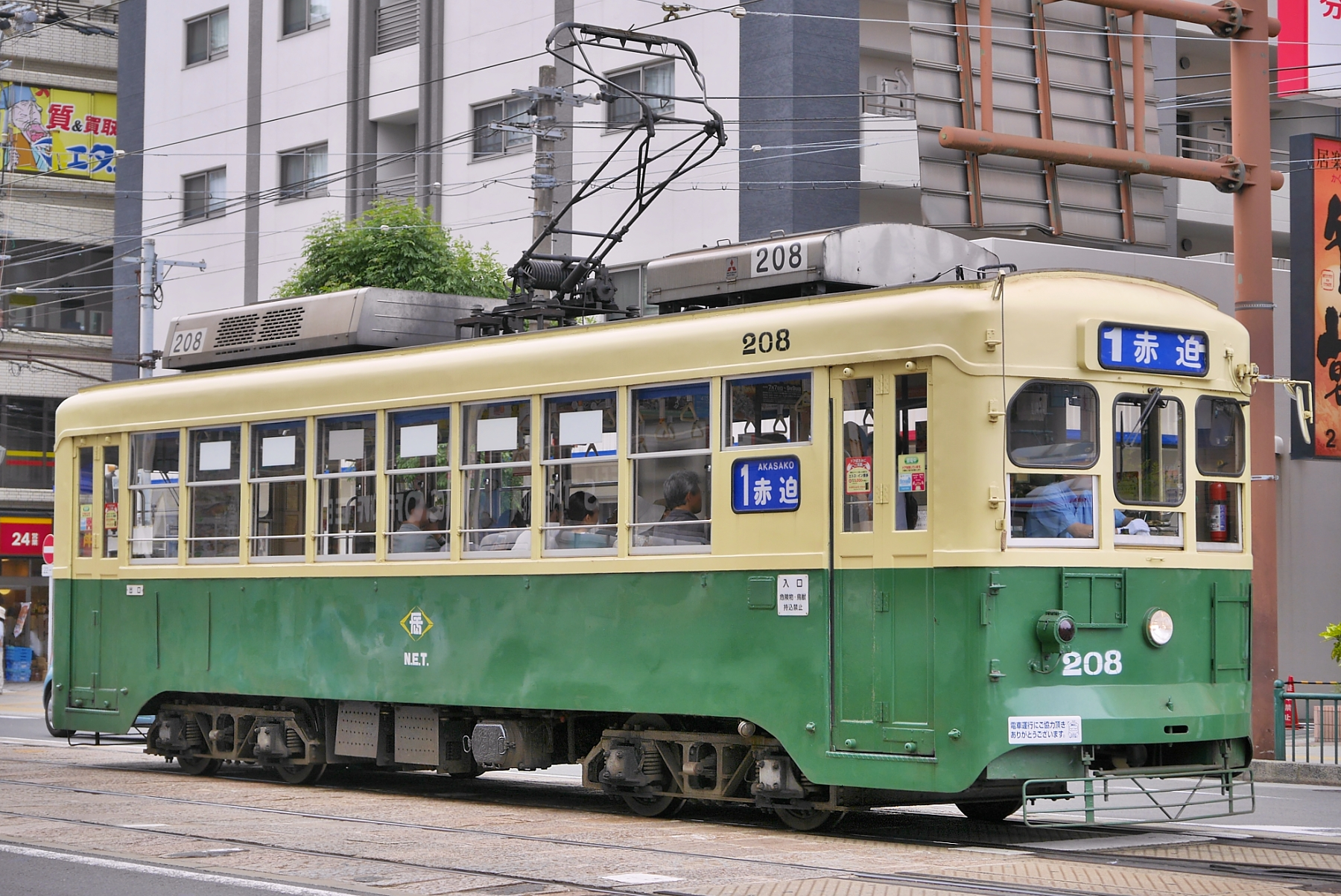
202形208号（冷房設置・近代化改装後）

### 211形
住吉への路線延長で沿線人口が増加し、更なる輸送力増強が求められたことや、長崎バス・県営バスの市内乗り入れへの対抗を目的に、1951年（昭和26年）に6両（211 - 216）が製造された。購入価格は1両あたり433万円と、200形の200万円台から大幅に値上がりしている。
製造は201形と同じ日立製作所笠戸工場で、基本的な仕様と性能も同形式を踏襲しているが、台車の吊りリンク機構が改良され、主電動機・制御器等は201・202形の三菱製から日立製になったことなどから、新たに211形と命名された。
200形と同時期にワンマン化改造を受け、その際に同様の改造が施されている。1985年（昭和60年）には近代化改装と冷房装置の設置、行先表示器の自動化・大型化が実施されている。
後年に215号は扉が新しい物へと替えられている。

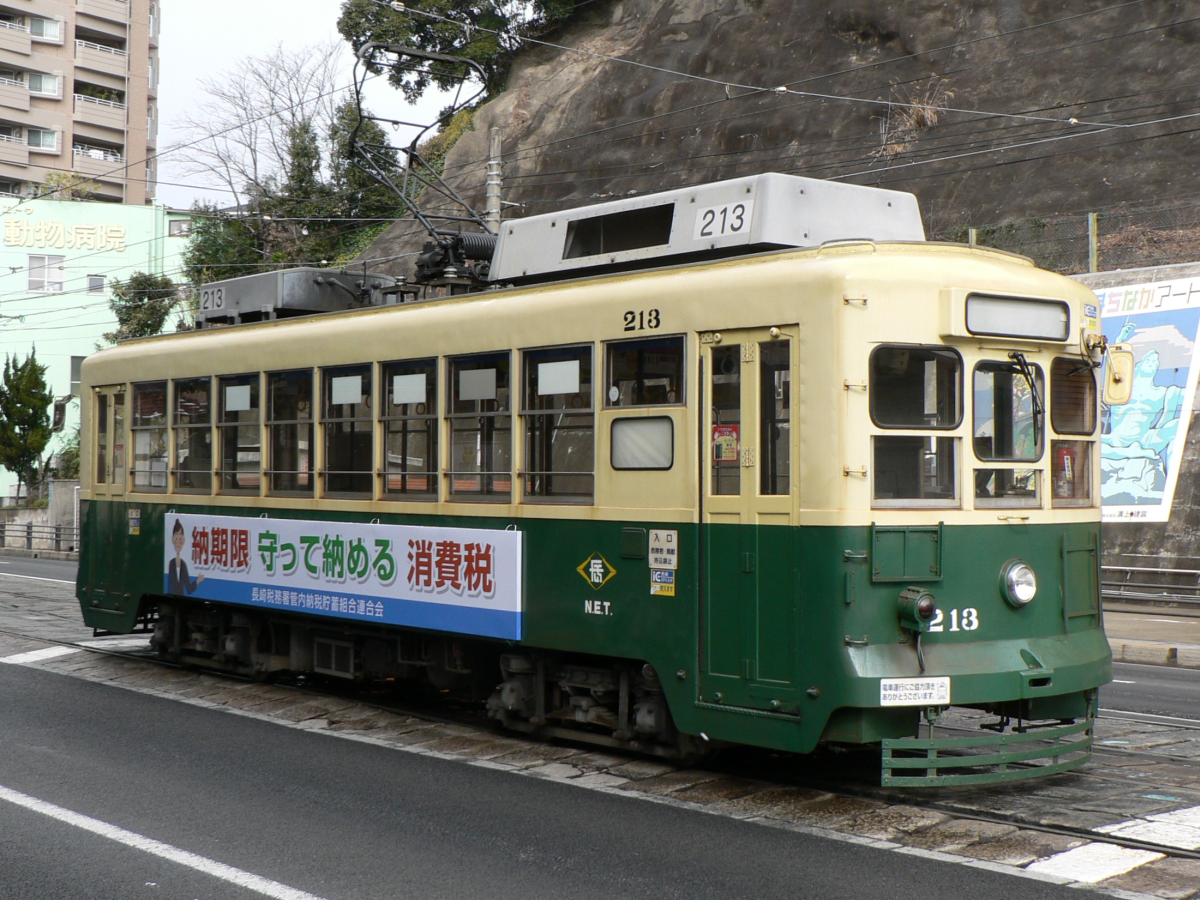
211形213号（冷房設置・近代化改装後）

### 300形
1953年（昭和28年）に実施された運賃値上げの見返りとして、同年に9両（301 - 309）、1954年（昭和29年）に1両（310）の計10両が製造された。
211形同様全車が日立製作所笠戸工場で製造され、基本的な仕様も同形式に準じているが、台車毎にブレーキシリンダが設けられ、前照灯が製造当初より前面窓下中央に設置されている。客室内はチューブランプの室内灯、ブザー式の車内合図等、従来車と比較して近代化が図られている。屋根、前面部にはベンチレータが設置されていたが現在は両方撤去されている。なお、本形式では竣工時より手ブレーキが省略されている。
300形のうち309は、後年に扉が金属製のものに交換されている。
310は、アルミサッシの側窓・弾性車輪、運転士用座席の設置など新機軸を取り入れた日立製作所のモデルカーとして製作された。塗装も上半分ライトグレー、下半分グリーンと在来車とは異なる塗り分けであったが、360形入線を期に、長崎電気軌道標準のクリームとグリーンの塗り分けに変更、車輪も同型車と同じものに交換されている。
ワンマン化改造は1973年（昭和48年）より順次施され、1984年（昭和59年）から翌年にかけて近代化改装と冷房装置の設置、行先表示器の自動化・大型化が実施されている。
2017年（平成29年）には310号が長崎市の「路面電車魅力向上費補助」による助成を受けリニューアル工事を施された。愛称は「みなと」で、デザインは水戸岡鋭治が担当している。車体塗装は港町をイメージしたメタリックブルーに、長崎名物のひとつである「尾曲りネコ」のイラストが随所に配置されている。車内はつり革や床に木材を多用した内装に、教会を連想させるステンドグラスや船舶用電灯、龍踊りのイラストなど、長崎らしさを感じさせるものになっている。同年4月10日、浦上車庫にて水戸岡鋭治出席のもと出発式が行われ、同日午後より運行を開始した

300形307号（1956年頃） 前照灯は新製当初より前面窓下中央に設けられている。
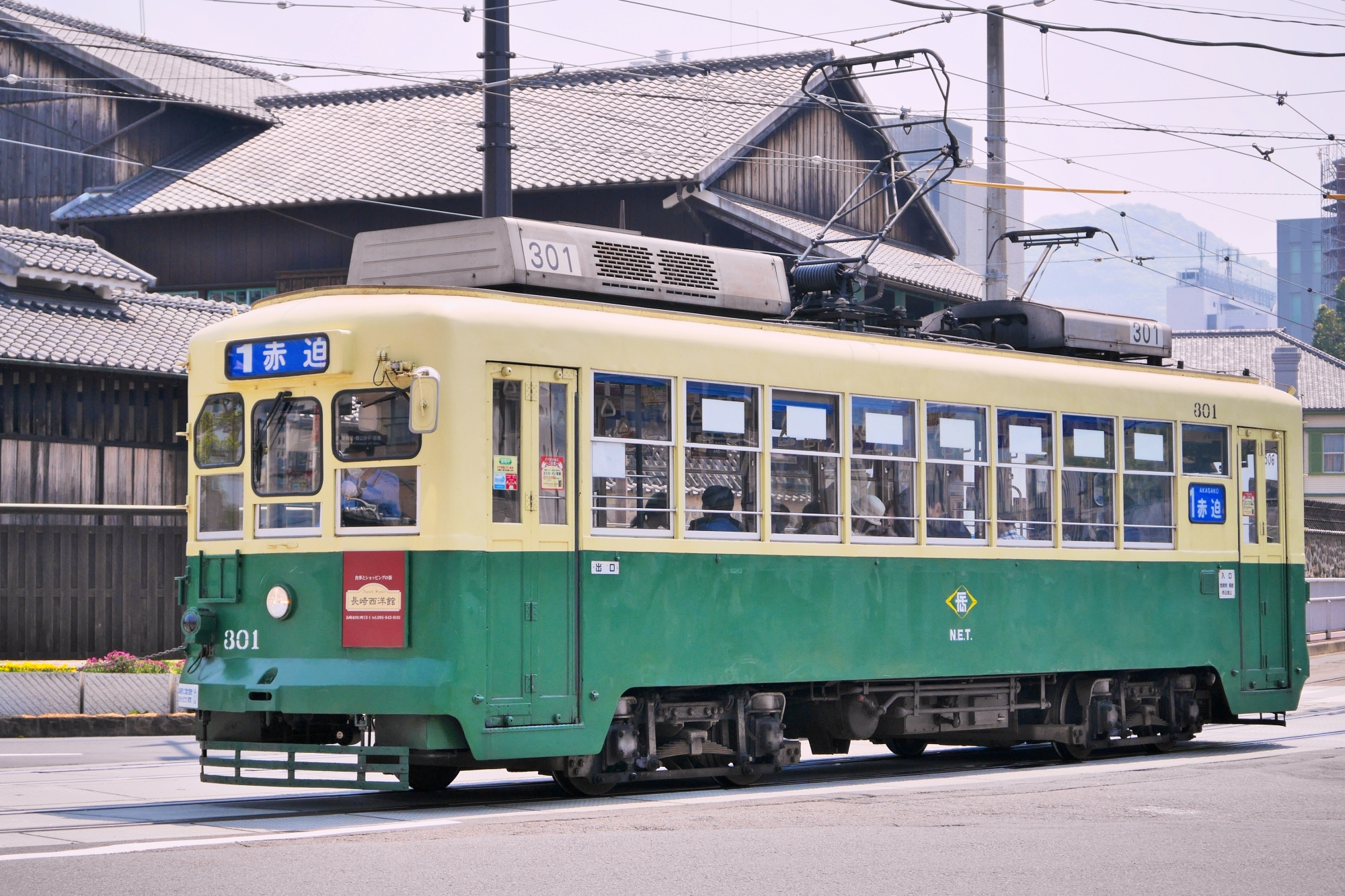
300形301号（冷房設置・近代化改装後）
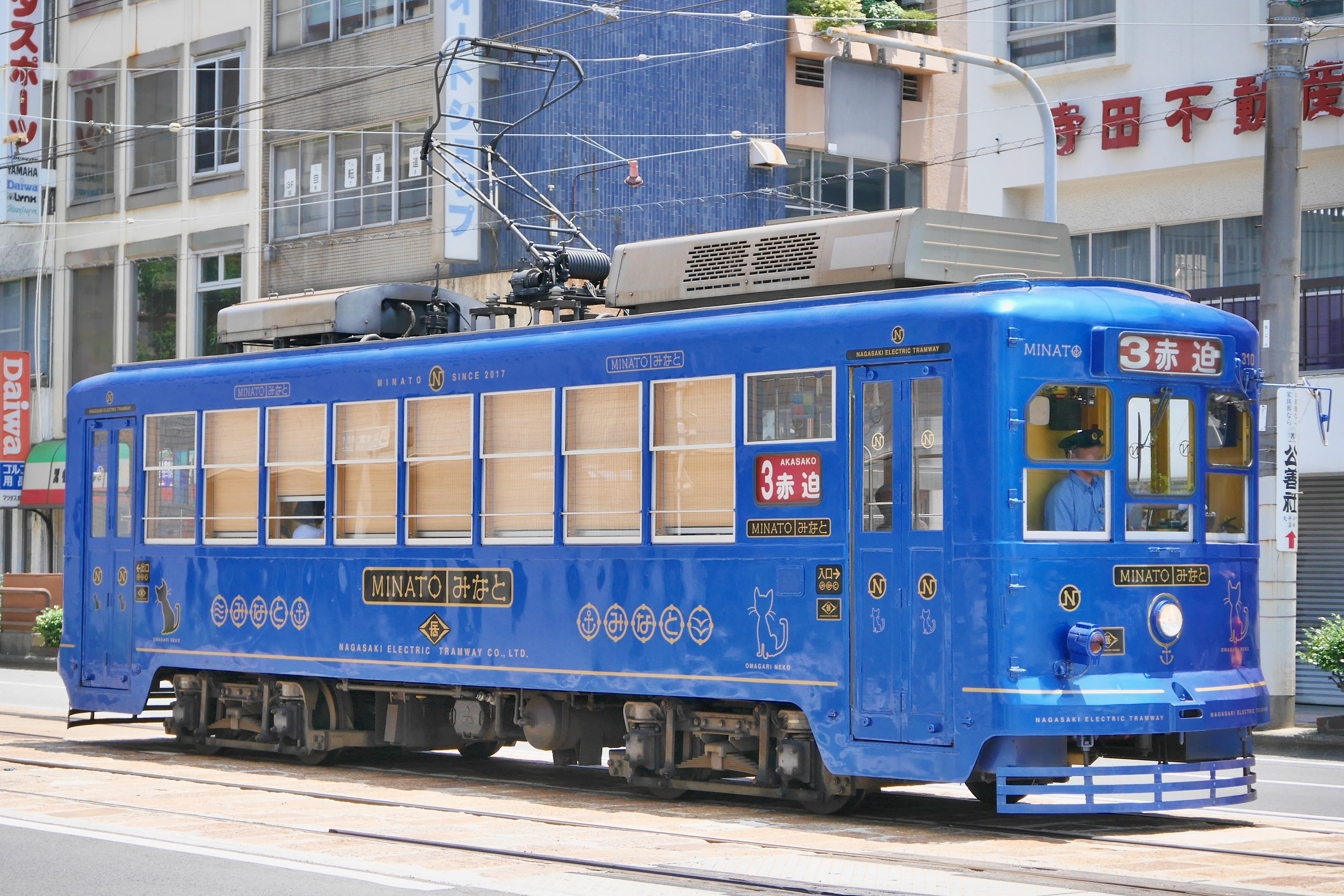
300形310号「みなと」

## 歴史

営業運転開始を翌日に控え、試運転を行う202形210号（1950年2月9日）

1950年（昭和25年）2月10日より、202形210号が一般営業運転を開始した。当時、長崎電気軌道では原則シリース（直列）運転となっていたが、本形式は当初よりパラレル（並列）運転で運行された。入線当初は曲線・車体寸法等の制約から本線・千馬町付近や大浦支線への入線が難しく運用はラッシュ時の3系統にのみに限定され、他の系統へは路線の改修後入線した。
1969年（昭和44年）の1・4系統ワンマン化の際は、202形210号が同社の前後扉車としては初めてワンマン化改造を施され、ワンマンカーとして運行を開始した。その他の車両も順次施行され、1978年（昭和53年）の305号の竣工をもって自社発注・前後扉車のワンマン化が完了した。
1977年（昭和52年）3月の5号系統ワンマン化以後、5号系統の大浦天主堂下・石橋両電停にはホームが片側1面であったため、同区間に入線する運用には当形式を中心とした前後扉の車両が限定運用されていた。2002年（平成14年）に両電停のホームが2面へと改築され前中扉の車両が入線可能となり、限定運用は解消されている。
2000年（平成12年）10月16〜29日に試験的に駅前環状線の運行が行われた際にも、長崎駅前電停での折り返しが必要な関係から、本系列が限定運用されていた。
1982年（昭和57年）の長崎大水害では、低地で営業中、もしくは被災した浦上車庫に留置中であった14両（200形7両、211形4両、300形3両）が走行不能となったが、その後全車共運用に復帰している。
2010年代まで一両の除籍もなく主力形式として運用され続けてきたが、2012年度末で202形204号が老朽化を理由に除籍されたのを皮切りに、2015年度末までに201形1両、202形2両が除籍となるなど運用を離脱する車両が相次いでいる。このうち、202形204号は花電車用の電動貨車、87形87号（2代目）に改造された（後述）
。
2014年8月で除籍になった202形206号は、2012年（平成24年）の長崎市・サントス市両市の友好都市締結40周年を記念して同市へ譲渡されることになり、2014年（平成26年）10月10日に浦上車庫で贈呈式が執り行われた。。贈呈式から一年余りが経過した2015年11月25日に浦上車庫より搬出され、翌年2月現地に到着した。
2019年3月現在、同年8月9日の運行開始に向けて整備が続けられている。

## 87形（2代目）
2014年3月末付で除籍された202形204号は、浦上車庫にて車体の客室部を撤去し、2015年2月に花電車用の貨物電車87形87号（2代目）として竣工した。車体前後の塗装は同社の公式マスコットである「ながにゃん」があしらわれ、側面は夜間走行時に点灯する電飾が施されている。同年8月に長崎電気軌道の100周年を記念した花電車として運行された。。2019年（令和元年）には、ICカード「nagasaki nimoca」をPRする花電車として同年11月から翌年2月まで運行された。。2021年7月以降は夏場のレール温度抑制用の散水車として運用されている。

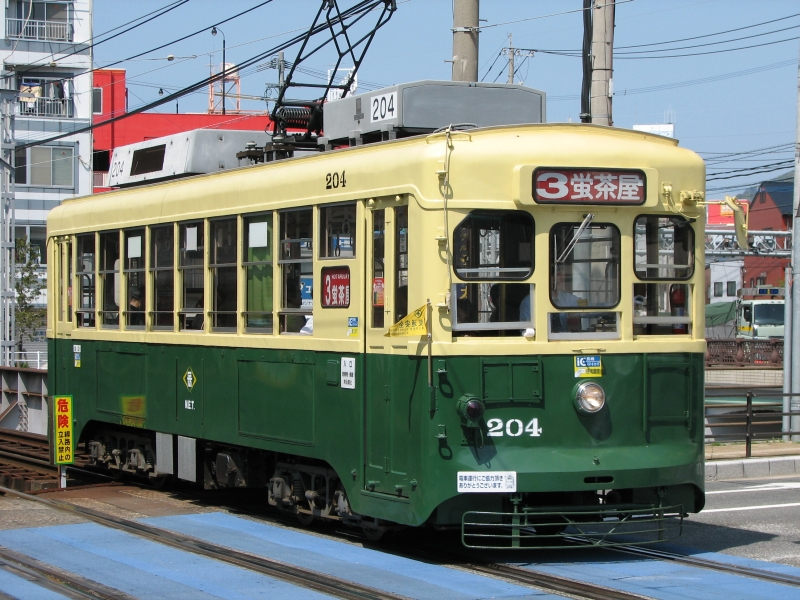
花電車の車種になった202形204号（2008年12月23日）
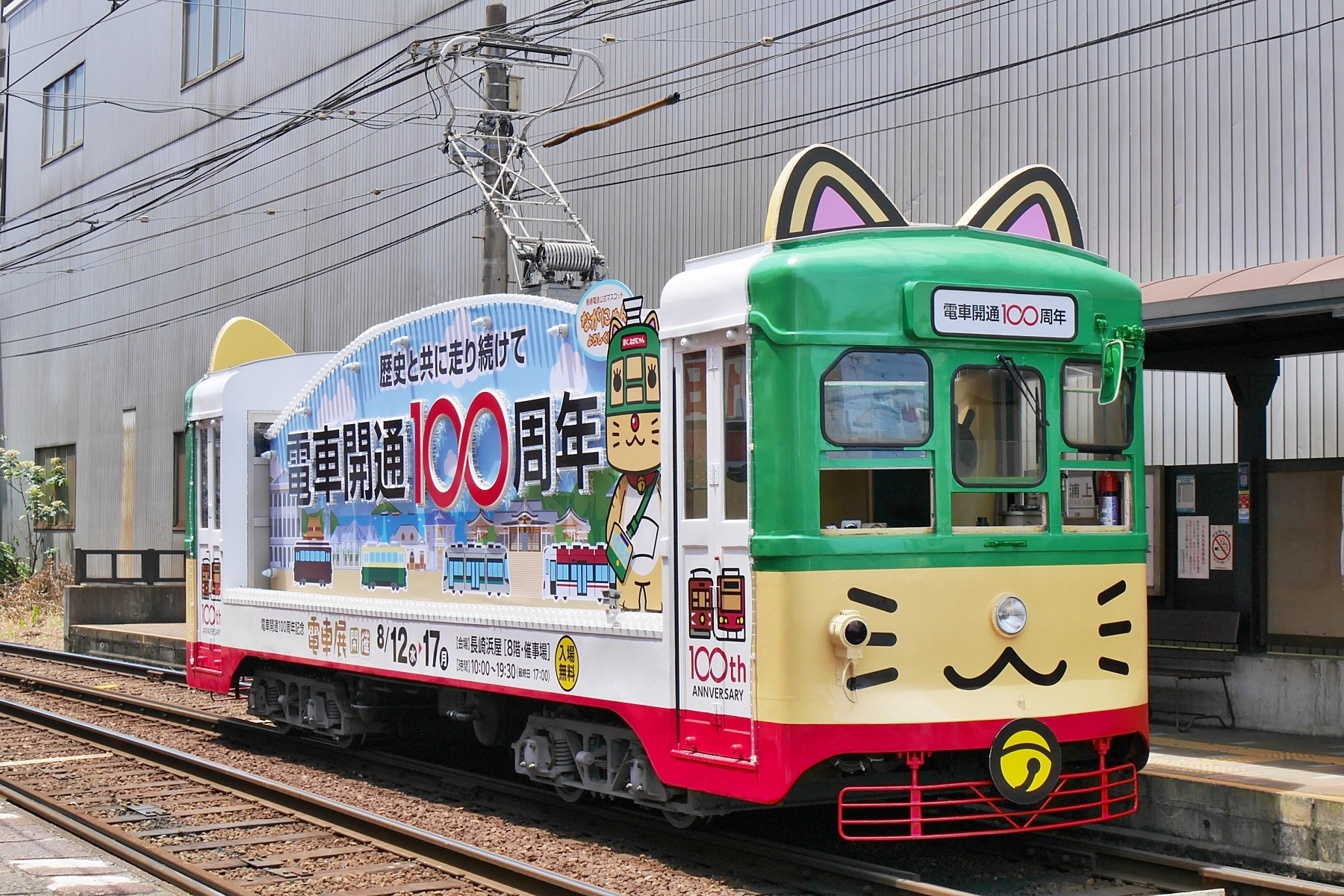
87形87号 電車開通100周年記念装飾（2015年）
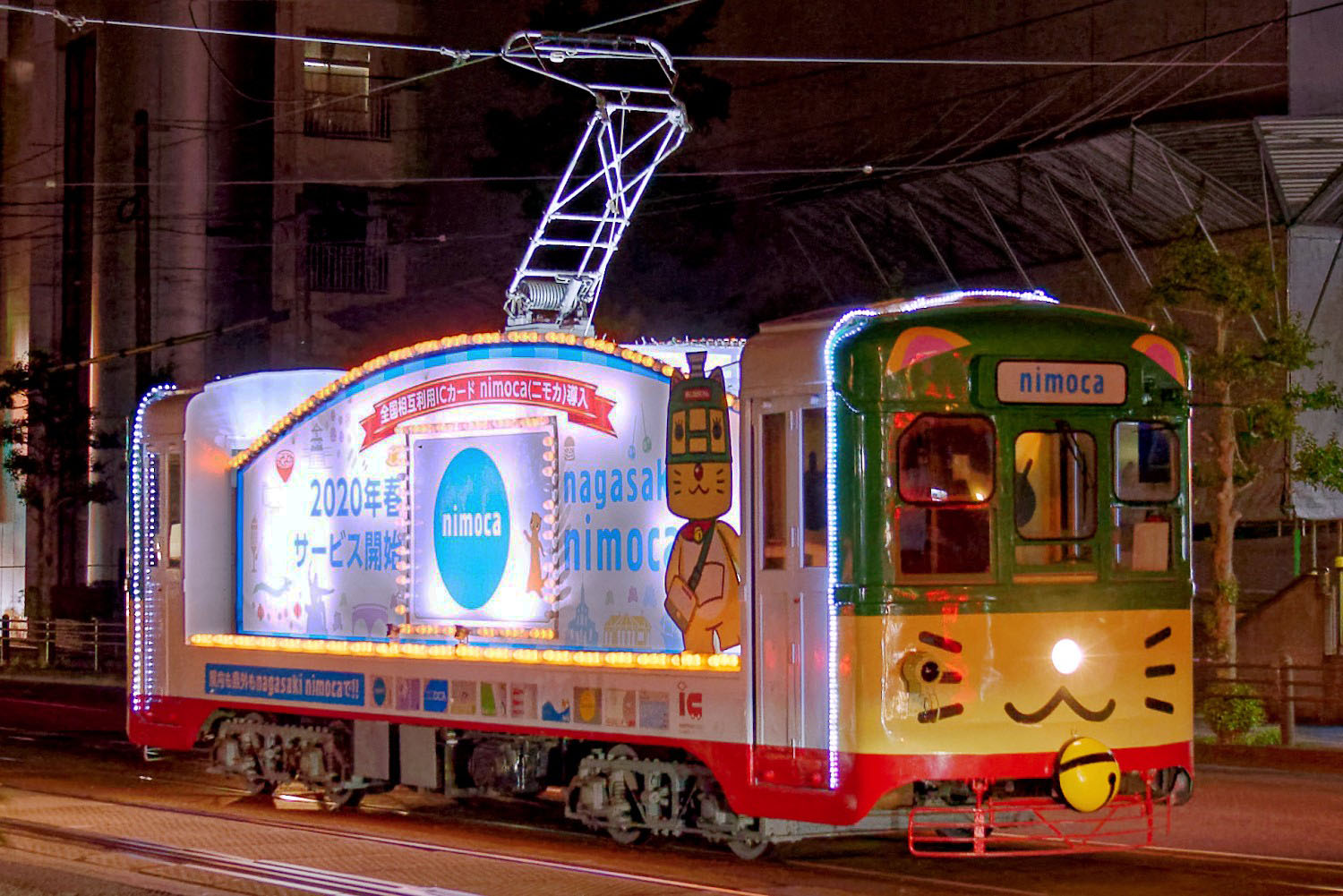
87形87号 「nagasaki nimoca」花電車（2019年）

## 現状

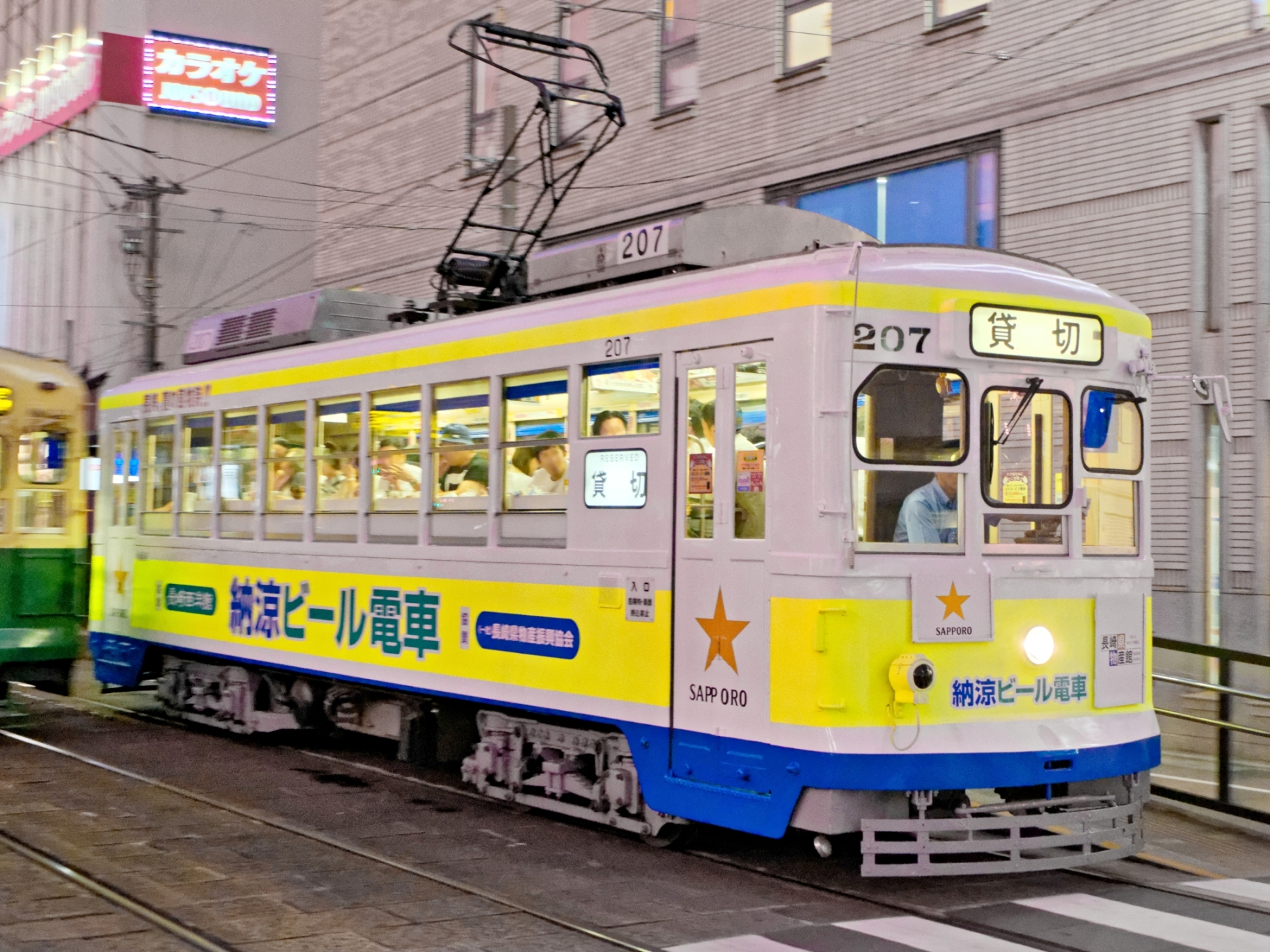
「納涼ビール電車」に使用される201形207

2019年4月現在、一般営業用として200形7両（201-203・207-210）、211形6両（211-216）、300形10両（301-310）と、非営業の電動貨車87形1両（87）の計24両が在籍している。201形207号は「納涼ビール電車」や「おでん電車」向けに客室内がビアホール風に改装されており、一般の営業運転には用いられていない。2020年(令和2年)1月には塗装が赤基調のものに変更され、「シティークルーズあかり」として貸切専用での運用に就いている。。

## 各車状況

### 201形
| 車両番号 | 製造年月  | ワンマン化改造 | 暖房設置 | 冷房設置 | 備考                                              |
| -------- | --------- | -------------- | -------- | -------- | ------------------------------------------------- |
| 201      | 1950年2月 | 1974年         | 1987年   | 1987年   | 公会堂前付近における脱線事故当該車(2007年5月19日) |
| 203      | 1950年2月 | 1970年         | 1987年   | 1987年   |                                                   |
| 205      | 1950年2月 | 1970年         | 1987年   | 1987年   | 2014年3月31日付で除籍。                           |
| 207      | 1950年2月 | 1969年         | 1987年   | 1987年   | 通年ビール電車仕様（2007年-）。                   |
| 209      | 1950年2月 | 1974年         | 1987年   | 1987年   |                                                   |

### 202形
| 車両番号 | 製造年月  | ワンマン化改造 | 暖房設置 | 冷房設置 | 備考                                                                                     |
| -------- | --------- | -------------- | -------- | -------- | ---------------------------------------------------------------------------------------- |
| 202      | 1950年1月 | 1975年         | 1987年   | 1988年   |                                                                                          |
| 204      | 1950年1月 | 1974年         | 1983年   | 1988年   | 2013年3月31日付で除籍。廃車後改造を施され、電動貨車87形87号として竣工（2015年2月13日）。 |
| 206      | 1950年1月 | 1970年         | 1987年   | 1988年   | 2014年8月13日付で除籍。廃車後ブラジル・サントス市へ譲渡。                                |
| 208      | 1950年1月 | 1970年         | 1987年   | 1988年   |                                                                                          |
| 210      | 1950年1月 | 1969年         | 1987年   | 1988年   |                                                                                          |

### 211形
| 車両番号 | 製造年月  | ワンマン化改造 | 暖房設置 | 冷房設置 | 備考 |
| -------- | --------- | -------------- | -------- | -------- | ---- |
| 211      | 1951年7月 | 1970年         | 1985年   | 1985年   |      |
| 212      | 1951年7月 | 1970年         | 1985年   | 1985年   |      |
| 213      | 1951年7月 | 1970年         | 1985年   | 1985年   |      |
| 214      | 1951年7月 | 1971年         | 1985年   | 1985年   |      |
| 215      | 1951年7月 | 1971年         | 1985年   | 1985年   |      |
| 216      | 1951年7月 | 1971年         | 1985年   | 1985年   |      |

### 300形
| 車両番号 | 製造年月   | ワンマン化改造 | 暖房設置 | 冷房設置 | 備考                                                                                              |
| -------- | ---------- | -------------- | -------- | -------- | ------------------------------------------------------------------------------------------------- |
| 301      | 1953年11月 | 1973年         | 1983年   | 1984年   |                                                                                                   |
| 302      | 1953年11月 | 1973年         | 1983年   | 1984年   |                                                                                                   |
| 303      | 1953年11月 | 1978年         | 1983年   | 1984年   |                                                                                                   |
| 304      | 1953年11月 | 1976年         | 1983年   | 1984年   |                                                                                                   |
| 305      | 1953年12月 | 1978年         | 1983年   | 1984年   |                                                                                                   |
| 306      | 1953年12月 | 1978年         | 1982年   | 1984年   |                                                                                                   |
| 307      | 1953年12月 | 1977年         | 1983年   | 1984年   |                                                                                                   |
| 308      | 1953年12月 | 1977年         | 1983年   | 1984年   |                                                                                                   |
| 309      | 1953年12月 | 1976年         | 1983年   | 1985年   |                                                                                                   |
| 310      | 1954年1月  | 1977年         | 1983年   | 1985年   | 日立製作所のモデルカーとして竣工。 2017年に水戸岡鋭治デザインによる「みなと」としてリニューアル。 |